# Homorthodes gracea
Homorthodes gracea är en fjärilsart som beskrevs av Sperry 1938. Homorthodes gracea ingår i släktet Homorthodes och familjen nattflyn. Inga underarter finns listade i Catalogue of Life.